# Andreas Schmelz
Andreas Schmelz (8 de diciembre de 1960) es un deportista alemán que compitió para la RFA en remo. Ganó dos medallas en el Campeonato Mundial de Remo, bronce en 1983 y plata en 1987.

## Palmarés internacional
| Campeonato Mundial | Campeonato Mundial     | Campeonato Mundial | Campeonato Mundial |
| Año                | Lugar                  | Medalla            | Prueba             |
| ------------------ | ---------------------- | ------------------ | ------------------ |
| 1983               | Duisburgo (RFA)        | Medalla de bronce  | Doble scull        |
| 1987               | Copenhague (Dinamarca) | Medalla de plata   | Doble scull        |